# 菅原町 (名古屋市)
菅原町（すがわらちょう）は、名古屋市中区にあった地名。

## 歴史

### 町名の由来
桜天神社の祭神に由来する。

### 沿革
- 1871年（明治4年） - 桜ノ町筋に愛知郡菅原町として成立[2]。
- 1878年（明治11年）12月20日 - 名古屋区編入に伴い、同区菅原町となる[2]。
- 1880年（明治13年）5月 - 4丁目（桜天神社西側）に菅原小学校新校舎が完成[3]。従来は東万町に所在した[3]。
- 1889年（明治22年）10月1日 - 名古屋市成立に伴い、同市菅原町となる[2]。
- 1905年（明治38年） - 菅原小学校が在籍数の増加により、伏見通角に新校舎を建設し、移る[4]。
- 1908年（明治41年）4月1日 - 西区成立に伴い、同区菅原町となる[2]。
- 1929年（昭和4年）6月1日 - 一部が御幸本町通に編入される[5]。
- 1944年（昭和19年）2月11日 - 栄区成立に伴い、同区菅原町となる[2]。
- 1945年（昭和20年）11月3日 - 栄区廃止に伴い、中区菅原町となる[2]。
- 1966年（昭和41年）3月30日 - 中区丸の内二丁目・錦二丁目にそれぞれ編入され消滅[2]。